# Elbasan Rashani
Elbasan Rashani (Hillerstorp, 9 de mayo de 1993) es un futbolista sueco, nacionalizado kosovar, que juega de centrocampista o delantero y se encuentra sin equipo tras abandonar el Elche C. F.

## Selección
| Selección           | País    | Año           | Partidos | Goles |
| ------------------- | ------- | ------------- | -------- | ----- |
| Selección sub-19    | Noruega | 2012          | 5        | 0     |
| Selección sub-21    | Noruega | 2015          | 3        | 1     |
| Selección de Kosovo | Kosovo  | 2016-presente | 29       | 5     |

## Clubes
| Club              | País      | Año       | PJ  | Goles |
| ----------------- | --------- | --------- | --- | ----- |
| Odds B. K.        | Noruega   | 2010-2014 | 80  | 9     |
| Brøndby IF        | Dinamarca | 2014-2016 | 36  | 7     |
| Rosenborg B. K.   | Noruega   | 2016-2017 | 40  | 5     |
| Odds B. K.        | Noruega   | 2017-2020 | 103 | 17    |
| B. B. Erzurumspor | Turquía   | 2021      | 12  | 3     |
| Clermont Foot 63  | Francia   | 2021-2024 | 88  | 13    |
| Elche C. F.       | España    | 2024-2025 | 12  | 3     |